# Василий Тёркин
«Василий Тёркин. Книга про бойца» — поэма Александра Твардовского, одно из главных произведений в творчестве поэта, получившая всенародное признание. Поэма посвящена вымышленному герою — Василию Тёркину, солдату Великой Отечественной войны.
Поэма начала печататься с продолжением в газетном варианте с 1942 года и была закончена в 1945 году. Первое отдельное издание ещё незаконченного произведения вышло в том же 1942 году. Большей частью поэма написана четырёхстопным хореем (отдельные главы трёхстопным хореем).
По результатам проведённого в 2015 году журналом «Русский репортёр» социологического исследования, текст поэмы занял 28-е место в топ-100 самых популярных в России стихотворных строк, включающем, в числе прочего, русскую и мировую классику.

## О произведении
Поэма состоит из 30 частей, условно разделяясь на три части. Каждая глава — небольшая новелла об эпизоде из фронтовой жизни Тёркина. Василий Тёркин — балагур и весельчак, душа своего подразделения. В бою — пример для всех, находчивый воин, который не растеряется в самой сложной ситуации. На привале вокруг него всегда собирается компания — Тёркин споёт и сыграет на гармони, никогда не полезет в карман за острым словом. Будучи раненым, на волоске от смерти (глава «Смерть и воин»), находит силы собраться и вступить в схватку со Смертью, из которой выходит победителем. При встрече с мирным населением ведёт себя скромно и с достоинством.
В четырёх авторских главах-отступлениях — рассуждения о войне, нелёгкой солдатской доле и намёки на то, как шла работа над книгой.
Повествование поэмы не связано с ходом войны 1941—1945 годов, но в нём присутствует хронологическая последовательность; упоминаются и угадываются конкретные сражения и операции Великой Отечественной войны: начальный период отступления 1941—1942 года, битва у Волги, переправа через Днепр, взятие Берлина.

## История создания

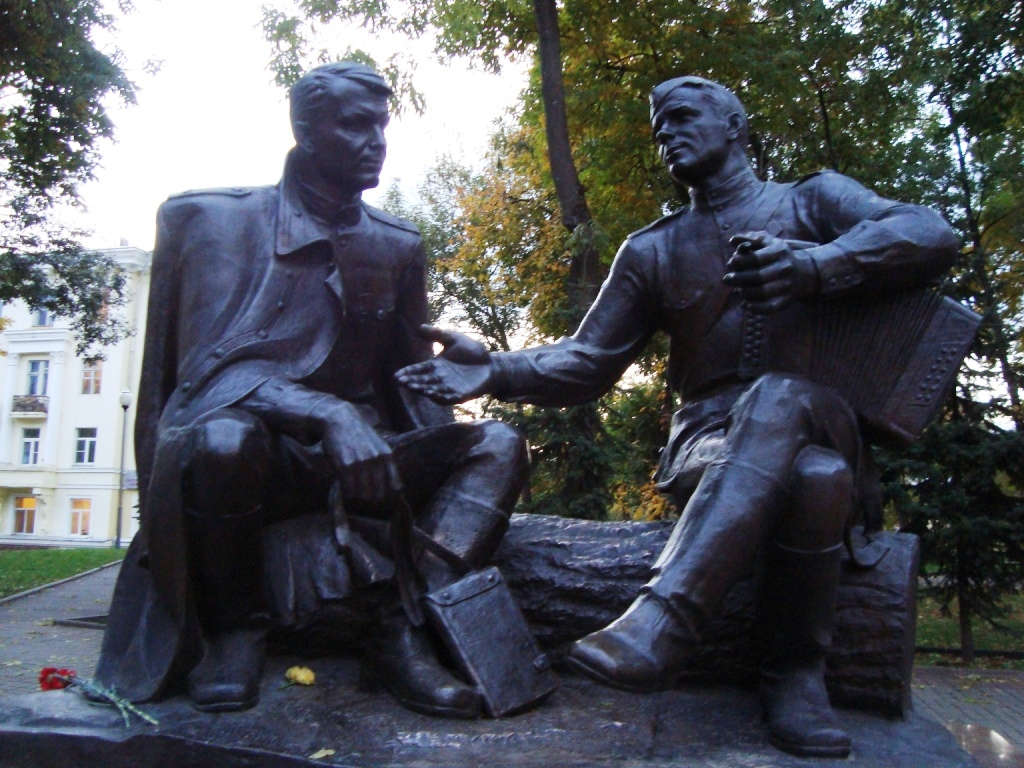
Памятник Твардовскому и Василию Тёркину в Смоленске

Работу над поэмой и образом главного героя Твардовский начал в 1939—1940 году, когда он был военным корреспондентом газеты Ленинградского военного округа «На страже Родины» в ходе финской военной кампании. Имя героя и его образ родились как плод совместного творчества членов редколлегии газеты: художников — Брискина и Фомичева — и поэтов, в числе которых были Н. Щербаков, Н. Тихонов, Ц. Солодарь и С. Маршак. Получившийся образ простого русского парня — сильного и добродушного — Твардовский считал удачным. Тёркин стал сатирическим героем небольших стихотворений-фельетонов, написанных для газеты. В 1940 году коллектив выпустил брошюру «Вася Тёркин на фронте», которую часто давали бойцам как своеобразную награду.
Совпадение имени главного героя с именем героя одноимённого романа 1892 года писателя П. Д. Боборыкина оказалось случайным.
Красноармеец Тёркин уже тогда начал пользоваться определённой известностью у читателей окружной газеты, и Твардовский решил, что тема перспективна и её необходимо развить в рамках произведения крупной формы.
22 июня 1941 года Твардовский сворачивает мирную литературную деятельность и на следующий день уезжает на фронт. Он становится военным корреспондентом Юго-Западного, а затем 3-го Белорусского фронта. В 1941—1942 годах вместе с редакцией Твардовский оказывается в самых горячих точках войны. Отступает, оказывается в окружении и выходит из него.
Весной 1942 года Твардовский возвращается в Москву. Собрав разрозненные записи и наброски, он снова садится за работу над поэмой. «Война всерьез, и поэзия должна быть всерьез» — пишет он в своём дневнике. 4 сентября 1942 года началась публикация первых глав поэмы (вступительная «От автора» и «На привале») в газете Западного фронта «Красноармейская правда». Поэма получает известность, её перепечатывают центральные издания «Правда», «Известия», «Знамя». Отрывки из поэмы читают по радио Орлов и Левитан. Тогда же начали появляться известные иллюстрации, созданные художником Орестом Верейским. Твардовский сам читает своё произведение, встречается с солдатами, посещает с творческими вечерами госпитали и трудовые коллективы.

Продолжение «Тёркин на том свете» впервые опубликовано по указанию Хрущёва 17 августа 1963 года в газете «Известия» (главред — Аджубей, зять Хрущёва)

Произведение имело большой успех у читателей. Когда в 1943 году Твардовский хотел закончить поэму, он получил множество писем, в которых читатели требовали продолжения. В 1942—1943 году поэт пережил тяжёлый творческий кризис. В армии и в гражданской читательской аудитории «Книгу про бойца» принимали на ура, но партийное руководство раскритиковало её за пессимизм и отсутствие упоминаний о руководящей роли партии. Секретарь союза писателей СССР Александр Фадеев признавался: «поэма отвечает его сердцу», но «…надо следовать не влечениям сердца, а партийным установкам». Тем не менее, Твардовский продолжает работу, крайне неохотно соглашаясь на цензурную правку и купюры текста. В итоге поэма была завершена в 1945 году вместе с окончанием войны. Последняя глава («В бане») была закончена в марте 1945 года. Ещё до окончания работы над произведением Твардовский был удостоен Сталинской премии.
Заканчивая работу над поэмой, Твардовский ещё в 1944 году одновременно начинает следующую поэму, «Тёркин на том свете». Первоначально он планировал написать её как последнюю главу поэмы, но замысел вырос в самостоятельное произведение, в которое также вошли некоторые не прошедшие цензуру отрывки из «Василия Тёркина». «Тёркин на том свете» был подготовлен к печати в середине 1950-х и стал ещё одним программным произведением Твардовского — ярким антисталинским памфлетом. 23 июля 1954 секретариат ЦК под председательством Н. С. Хрущёва принял постановление, осуждающее Твардовского за подготовленную к публикации поэму «Тёркин на том свете». Во время кампании по «разоблачению Сталина», 17 августа 1963 года поэма была впервые опубликована в газете «Известия». В военное же время поэму (точнее, её отрывки) заучивали наизусть, передавали друг другу вырезки из газет, считая её главного героя образцом для подражания.

## Критика и художественные особенности
Предваряет поэму программное авторское вступление, дающее настрой произведению.
Как такового сюжета в поэме нет («На войне сюжета нету»), но он построен вокруг связующей идеи военной дороги, по которой Тёркин вместе со всей советской армией идёт к цели. Недаром центральной главой большинство критиков считает главу «Переправа». В начале поэмы хорошо заметна преемственность с предыдущим произведением Твардовского — утопической поэмой «Страна Муравия», которая также начинается с рассказа о дороге, по которой предстоит пройти герою. Роль авторских отступлений в повествовании также очень важна. Своеобразный диалог автора с главным героем занимает значительное место в тексте поэмы.
Тёркин в поэме выступает как собирательный образ, воплощающий лучшие черты, присущие советскому солдату. Окружающие Тёркина герои безымянные и абстрактные: сослуживцы бойца, генерал, старик и старуха, Смерть — словно позаимствованные из народной сказки. Язык поэмы, несмотря на внешнюю простоту, — образец узнаваемого стиля поэта. Он питается от народной, устной речи. Интонационно богатый текст произведения пересыпан фразами, звучащими, как поговорки и строки частушек («Хорошо, когда кто врёт весело и складно», «Молодец, а будет много — сразу две. — Так два ж конца…»). Автор передаёт точным и взвешенным слогом речь Тёркина, лирически возвышенное описание природы и суровую правду войны.
Выбор в качестве размера поэмы четырёхстопного хорея не случаен. Именно такой размер характерен для русской частушки и хорошо соответствует повествовательному ритму поэмы. Критики также считают, что в поэме «Василий Тёркин» отчётливо ощущается влияние русских народных сказок, в частности, «Конька-Горбунка» Ершова.

иллюстрация Ореста Верейского к поэме

Отличительной особенностью произведения, напоминающего сказание о народном герое, стало отсутствие идеологического начала. В поэме нет обычных для произведений тех лет славословий Сталину. Сам автор отмечал, что ритуальное упоминание о руководящей и направляющей роли партии «разрушало бы и замысел, и образный строй поэмы о народной войне». Данное обстоятельство впоследствии создало большие проблемы для публикации и задержало издание окончательного варианта поэмы. С другой стороны, в поэме опущены многие подробности войны: по замечанию Игоря Сухих, «на этой войне не матерятся и не грабят. <…> Генералы тут, действительно, отцы солдатам, даже когда посылают их на смерть. Прошлое (судьба деревни, колхозы) предстаёт в лирической дымке, гармоничным и прекрасным миром. <…> И уж конечно, тут нет заградотрядов, смершевцев, власовцев, полицаев, вообще, огромной машины подавления со своей стороны». Некоторые такие подробности автор намеревался включить в поэму, но сам же отказывался: к примеру, из окончательного варианта была исключена глава «Рассказ партизана», в которой рассказывается о старухе, которую за сопротивление застрелили оккупанты.

Секрет творчества Твардовского не только в лёгкости ритма и виртуозном использовании разговорного языка, но и в безошибочном чутье писателя, позволившем удержаться на правильной стороне в пропагандистской войне, не поддаваясь соблазну лжи. В книге сказано столько правды, сколько позволяли обстоятельства.Оригинальный текст (англ.) The secret of Tvardovsky’s, beside his easy rhythms is his virtuosic command of colloquial Russian and his unerring tact in staying on the “right” side of the propaganda line of the moment without telling outright lie, while also propounding as much of the truth as was at all possible under the current circumstances.
— Чарльз Мозер

## Культурное значение

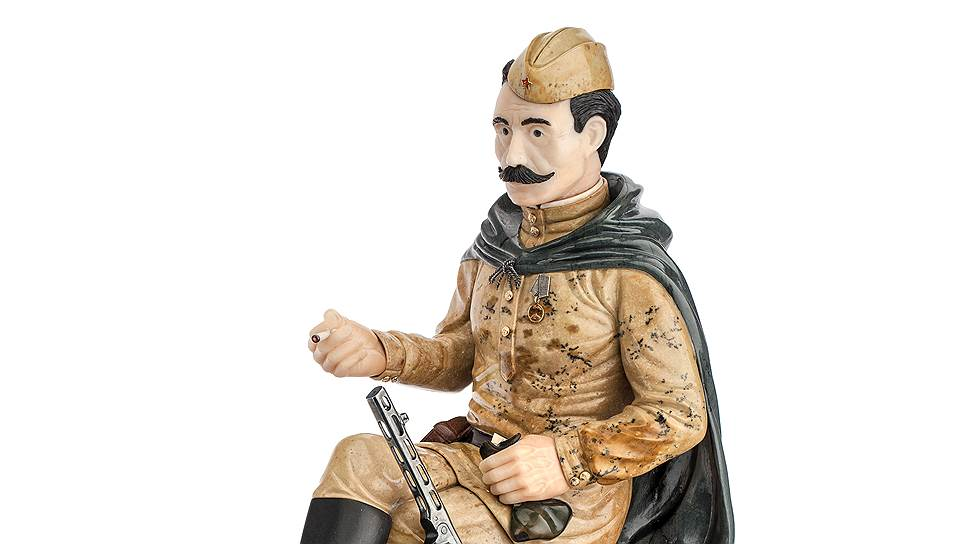
Камнерезная композиция «Василий Тёркин» (2015)

Поэма «Василий Тёркин» — одно из наиболее известных произведений, созданных во время Великой Отечественной войны, прославляющее подвиг безымянного русского солдата, высоко оцененное прежде всего самими фронтовиками. Поэма издавалась большими тиражами, переводилась на многие языки, вошла в школьную программу СССР и России и была хорошо известна любому школьнику.
Твардовский, сам прошедший фронт, впитал в язык поэмы острые и точные солдатские наблюдения, фразы и поговорки. Фразы из поэмы стали крылатыми и вошли в устную речь.
- Нет, ребята, я не гордый, я согласен на медаль.
- Бой идёт не ради славы, ради жизни на земле.
- Города сдают солдаты, генералы их берут.
- Не гляди, что на груди, а гляди, что впереди
- Хорошо б левшою быть![9].

Борис Пастернак считал «Тёркина» высшим достижением литературы о войне, оказавшим большое влияние на его творчество. Иван Бунин, прочитав «Тёркина» в 1947 году в Париже, так отзывался о поэме в письме Н. Телешову:

Я только что прочитал А. Твардовского («Василия Тёркина») и не могу удержаться — прошу тебя, если ты знаком и встречаешься с ним, передай ему при случае, что я (читатель, как ты знаешь, придирчивый, требовательный) совершенно восхищён его талантом, — это поистине редкая книга: какая свобода, какая чудесная удаль, какая меткость, точность во всём и какой необыкновенный народный, солдатский язык — ни сучка, ни задоринки, ни единого фальшивого, готового, то есть литературно-пошлого слова. 

## Памятники
Помимо памятника в Смоленске, памятник Василию Теркину есть также в Орехово-Зуево: золотого цвета фигура в виде человека с гармонью. В 2017 году памятник Василию Тёркину установлен также в Гвардейске (до 1946 года — Тапиау) Калининградской области, где и встретил А. Т. Твардовский День Победы 9 мая 1945 года.

## Награды и премии
- Постановлением СНК СССР от 26 января 1946 года А. Т. Твардовскому была присуждена Сталинская премия 1-й степени за поэму «Василий Теркин»

## Постановки
Поэма неоднократно становилась литературной основой для спектаклей. Наиболее известные постановки:
- 1961 — Театр имени Моссовета, постановка А. Л. Шапса. В роли Василия Тёркина — Борис Новиков, Олег Анофриев[20].
- 1972 — Театр имени Моссовета, постановка Б. Е. Щедрина. В роли Василия Тёркина — Юрий Кузьменков, Олег Щетинин, Вячеслав Бутенко, Александр Леньков, Владимир Дёмин, Леонид Евтифьев, Евгений Стеблов[20].
- 1973 — Московский театр оперетты. Музыка А. Новикова. Пьеса П. Градова (по мотивам А. Твардовского). Постановка И. Туманова. Режиссёр Н. Пронин. Дирижёр Э. Абусалимов. Художники Б. и А. Кноблок. Художник по свету И. Вишневский. Балетмейстер М. Камалитдинов. Хормейстеры М. Внукова и Е. Колганов[21].
- 1975 — Тираспольский театр, постановка Н. С. Аронецкой. Художник А. Н. Желудев. В роли Василия Тёркина — Е. Толстов, В. Сухомлинов, А. Алексеев, М. Исаев, В. Уваров. Создатели спектакля награждены серебряными медалями имени А. Попова
- 1979 — моноспектакль, читает Олег Табаков.
- 2004 — Санкт-Петербургский драматический театр «Патриот» РОСТО, постановка Г. Егорова / Василий Тёркин — Геннадий Егоров[22].
- 2005 — МХАТ, постановка Т. Дорониной / Василий Тёркин — Сергей Габриэлян[23][24].
- 2015 — Архангельский театр драмы имени М. В. Ломоносова, постановка А. А. Ермильшева.
- 2020 — Тверской Академический Театр Драмы, инсценировка, режиссура, сценография — Александр Сафронов.

## Экранизации
- 1973 — «Василий Тёркин»
- 2003 — «Василий Тёркин» (мультфильм, реж. Роберт Лабидас)[25]